# ديرليس سوتو
ديرليس سوتو (بالإسبانية: Derlis Soto) (4 مارس 1973 في باراغواي - ) هو مدرب كرة قدم ولاعب كرة قدم باراغواياني في مركز الهجوم. شارك مع منتخب باراغواي لكرة القدم. أما مع النوادي، فقد لعب مع نادي إلتشي ونادي ليبرتاد وهوراكان ونادي 12 أكتوبر لكرة القدم وCrucero del Norte ‏ ونادي كوكيمبو أونيدو ونادي غواراني (نادي كرة قدم).

## وصلات خارجية
- ديرليس سوتو على موقع قاعدة بيانات كرة القدم.إي يو (الإنجليزية)
- ديرليس سوتو على موقع ناشيونال فوتبول تيمز (الإنجليزية)
- ديرليس سوتو على موقع Soccerway.com (الإنجليزية)